# Харгривз, Оуэн
О́уэн Ли Ха́ргривз (англ. Owen Lee Hargreaves; родился 20 января 1981 года в Калгари, Канада) — английский футболист, полузащитник. Выступал за клубы «Бавария», «Манчестер Юнайтед», «Манчестер Сити», а также за сборную Англии. Участник чемпионатов мира 2002 и 2006 года и чемпионата Европы 2004 года.

## Семья
Харгривз родился в Калгари, Канада. Он был младшим ребёнком в семье Маргарет и Коллин Харгривз, которые эмигрировали из Соединённого Королевства в начале 1980-х. Отец Оуэна играл за молодёжный состав «Болтона» и канадский клуб «Калгари Кикерс». У Оуэна есть два старших брата, Даррен и Нил.

## Клубная карьера

### «Бавария»
1 июля 1997 года шестнадцатилетний Оуэн Харгривз переехал из Канады в Европу, подписав контракт с мюнхенской «Баварией». Он выступал за молодёжный состав клуба на протяжении двух с половиной лет, после чего полгода играл за любительскую команду «Баварии». С молодёжной командой «Баварии» он добрался до финала молодёжного чемпионата Германии в 1998 году, в котором баварцы уступили дортмундской «Боруссии» по пенальти.
Дебют англичанина в Бундеслиге состоялся 12 августа 2000 года, когда он вышел на замену Карстену Янкеру на 83 минуте матча. 16 сентября 2000 года Оуэн впервые попал в стартовый состав команды на матч с «Унтерхахингом». Сезон 2000/01 стал для «Баварии» триумфальным: клуб стал чемпионом Бундеслиги, а также выиграл Лигу чемпионов УЕФА. Действия Оуэна в полуфинальном матче Лиги чемпионов против мадридского «Реала», успешно действующего против таких грандов, как Луиш Фигу и Роберто Карлос, привлекли к нему всеобщее внимание. Харгривз стал одним из двух английских игроков, которые выигрывали Лигу чемпионов с неанглийским клубом (вторым таким игроком является Стив Макманаман, выигравший Лигу чемпионов с «Реалом»).
В сезоне 2001/02 Харгривз стал регулярным игроком основы «Баварии», проведя в общей сложности 46 матчей. Несмотря на неудачный для клуба сезон (третье место в Бундеслиге, выход в четвертьфинал Лиги чемпионов и вылет из кубка Германии от «Шальке»), Оуэн стал одним из ключевых игроков «Баварии».
В сезоне 2002/03 Харгривз выиграл с «Баварией» Бундеслигу и Кубок Германии. 26 января 2003 года Оуэн забил свой первый гол в Бундеслиге в матче против Мёнхенгладбахской «Боруссии». В этом же сезоне англичанин получил три травмы: в сентябре он получил разрыв мышцы бедра, в октябре — разрыв мышцы голени, а ближе к концу сезона травмировал приводящую мышцу. Из-за этих травм он провёл за сезон лишь 25 матчей в чемпионате, 4 матча в Кубке Германии и 3 — в Лиге чемпионов.
В сезоне 2003/04 «Бавария» осталась без трофеев. В Бундеслиге мюнхенцы финишировали на втором месте, а из Лиги чемпионов были выбиты мадридским «Реалом». В этом сезоне Харгривз провёл за клуб 38 матчей.
В сезоне 2004/05 Оуэн вновь выиграл с «Баварией» «дубль» (чемпионат и Кубок Германии). Он, как и прошлом сезоне, провёл за клуб 38 матчей.
В сезоне 2005/06 «Бавария» во второй раз подряд выиграла Бундеслигу и Кубок Германии. Харгривз стал автором первого гола, забитого на новой «Аллианц Арене» (это произошло 5 августа 2005 года в матче против «Боруссии Мёнхенгладбах»). В октябре 2005 года Харгривз продлил контракт с «Баварией» ещё на четыре года.
В сезоне 2006/07 Оуэн получил перелом ноги, из-за чего пропустил большую часть сезона. Он успел восстановиться к матчу Лиги чемпионов УЕФА против «Реала» и помог своему клубу выбить «сливочных» из Лиги чемпионов.

### «Манчестер Юнайтед»

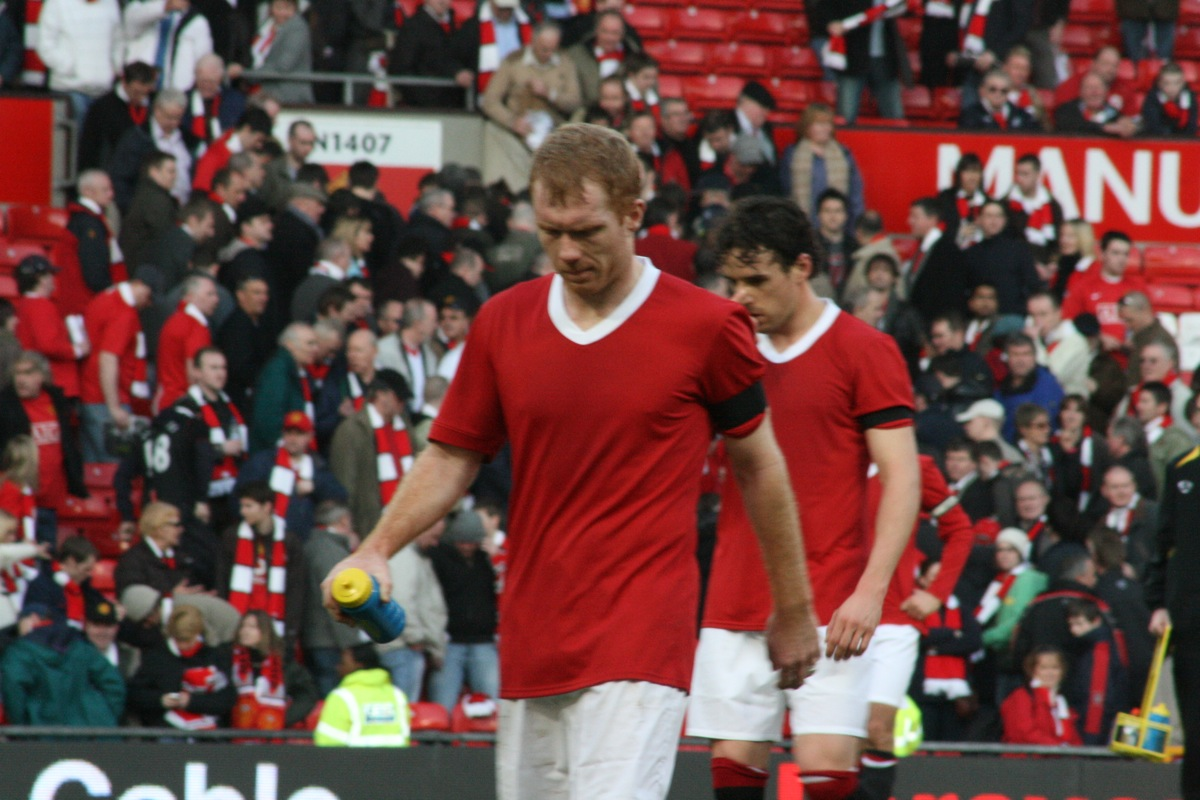
Харгривз и Скоулз после матча с «Манчестер Сити».

31 мая 2007 года было официально объявлено о соглашении между «Баварией» и «Манчестер Юнайтед», согласно которому Харгривз должен перейти в «Юнайтед» 1 июля. После почти года сложных переговоров между клубами была согласована трансферная стоимость игрока, которая составила 17 млн фунтов. 1 июля Харгривз официально стал игроком «Манчестер Юнайтед», подписав с клубом четырёхлетний контракт. 9 июля он был представлен прессе вместе с другим новичком «Юнайтед», Нани. Оуэн получил футболку с номером «4».
Харгривз дебютировал за «Манчестер Юнайтед» 4 августа, выйдя на замену во втором тайме товарищеского матча против «Питерборо Юнайтед», в котором «красные дьяволы» одержали победу со счетом 3:1. Дебют Оуэна в Премьер-лиге пришёлся на манкунианское дерби, в котором «Манчестер Юнайтед» уступил сопернику с минимальным счётом 1:0. Свой первый гол в составе «Юнайтед» Харгривз забил в ворота «Фулхэма» 1 марта 2008 года со штрафного удара. 13 апреля он забил свой второй гол в Премьер-лиге ещё одним ударом со штрафного, на этот раз — в ворота лондонского «Арсенала». Этот гол стал победным в матче, который завершился победой «Юнайтед» со счётом 2:1. В целом, первый сезон Харгривза в новом клубе стал очень удачным: «Манчестер Юнайтед» выиграл Премьер-лигу и Лигу чемпионов. При этом, сам Харгривз образовал надежную связку в центре поля с Майклом Карриком.
В начале сезона 2008/09 Харгривза начали серьёзно беспокоить проблемы с коленом. После того, как поездки к специалистам в Лондон и Швецию не дали результатов, в ноябре 2008 года Оуэн отправился в Колорадо к известному хирургу Ричарду Стедмену. 10 ноября Харгривзу было прооперировано правое колено, а в январе 2009 — левое колено. Из-за сложности операций и необходимости длительной реабилитации Оуэн пропустил остаток сезона 2008/2009, а также почти весь сезон 2009/2010. Впервые после операции Харгривз вышел на поле в матче 37-го тура Премьер-лиги против «Сандерленда», заменив на 90-й минуте Луиша Нани.
6 ноября 2010 года Харгривз вышел в стартовом составе «Юнайтед» (впервые с сентября 2008 года) в матче против «Вулверхэмптона». Однако в самом начале встречи он получил травму подколенного сухожилия и вынужден был покинуть поле уже на шестой минуте. В мае 2011 года руководством клуба было принято решение не продлевать контракт с футболистом. Главный тренер «Манчестер Юнайтед» Алекс Фергюсон по этому поводу дал следующий комментарий:

«Было тяжело принять такое решение. Харгривз очень старался набрать форму. Остаётся надеяться, что он сумеет продолжить карьеру где-нибудь ещё»

### «Манчестер Сити»
Несмотря на большое количество травм, из-за которых полузащитник практически не играл на протяжении трёх предыдущих сезонов, он получил предложения продолжить карьеру в клубах Премьер-лиги «Астон Вилла», «Тоттенхэм Хотспур» и «Вест Бромвич Альбион». Однако 31 августа 2011 года Харгривз заключил однолетний контракт с «Манчестер Сити». 21 сентября Харгривз дебютировал за «горожан» в матче Кубка лиги против «Бирмингема» и забил свой первый и единственный гол за «Манчестер Сити».
На протяжении всего сезона 31-летний Харгривз продолжал лечить колени, сумев принять участие лишь в четырёх матчах команды. В результате клуб решил отказаться от услуг футболиста и принял решение не продлевать с ним контракт. После этого Оуэн завершил игровую карьеру.

## Сборная Англии
В 2000 году Харгривз дебютировал за молодёжную сборную Англии, проведя за неё три матча.
За основную сборную Англии Харгривз дебютировал 15 августа 2001 года, проведя на поле первый тайм матча со сборной Нидерландов. Менее чем через год Оуэн в составе сборной отправился на чемпионат мира в Южной Корее и Японии, где принял участие в двух стартовых матчах сборной против команд Швеции и Аргентины, но в решающих матчах оставался на скамейке запасных.
На Евро-2004 и чемпионате мира 2006 Харгривз был основным игроком сборной и на обоих турнирах реализовал свои удары в послематчевой серии пенальти (в обоих случаях соперником была сборная Португалии), однако это не помогло англичанам пройти в следующий раунд. Вскоре Харгривз стал всё реже выступать в составе сборной, причиной чему были регулярные травмы. Последний матч в составе «трёх львов» полузащитник провёл 28 мая 2008 года.

## Командные достижения
«Бавария»
- Чемпион Бундеслиги (4): 2000/01, 2002/03, 2004/05, 2005/06
- Обладатель Кубка Германии (3): 2002/2003, 2004/2005, 2005/2006
- Победитель Лиги чемпионов УЕФА: 2000/2001
- Обладатель Межконтинентального кубка: 2001
- Итого: 9 трофеев

«Манчестер Юнайтед»
- Чемпион Премьер-лиги: 2007/08
- Победитель Лиги чемпионов УЕФА: 2008
- Итого: 2 трофея

## Личные достижения
- Обладатель Трофея Браво: 2001
- Молодой игрок года в Европе (до 21 года): 2001
- Игрок года в сборной Англии: 2006

## Статистика выступлений
| Клуб                   | Сезон            | Лига | Лига | Кубки | Кубки | Еврокубки | Еврокубки | Прочие | Прочие | Итого | Итого |
| Клуб                   | Сезон            | Игры | Голы | Игры  | Голы  | Игры      | Голы      | Игры   | Голы   | Игры  | Голы  |
| ---------------------- | ---------------- | ---- | ---- | ----- | ----- | --------- | --------- | ------ | ------ | ----- | ----- |
| Бавария II (фарм-клуб) | 1999/00          | 11   | 2    | -     | -     | -         | -         | 0      | 0      | 11    | 2     |
| Бавария II (фарм-клуб) | 2000/01          | 15   | 4    | -     | -     | -         | -         | 0      | 0      | 15    | 4     |
| Бавария II (фарм-клуб) | Итого            | 26   | 6    | 0     | 0     | 0         | 0         | 0      | 0      | 26    | 6     |
| Бавария                | 2000/01          | 14   | 0    | 2     | 0     | 4         | 0         | 0      | 0      | 20    | 0     |
| Бавария                | 2001/02          | 29   | 0    | 5     | 0     | 13        | 0         | 2      | 0      | 49    | 0     |
| Бавария                | 2002/03          | 25   | 1    | 5     | 1     | 5         | 0         | 0      | 0      | 35    | 2     |
| Бавария                | 2003/04          | 25   | 2    | 4     | 0     | 6         | 0         | 0      | 0      | 35    | 2     |
| Бавария                | 2004/05          | 27   | 1    | 3     | 2     | 8         | 0         | 0      | 0      | 38    | 3     |
| Бавария                | 2005/06          | 16   | 1    | 6     | 2     | 2         | 0         | 0      | 0      | 24    | 3     |
| Бавария                | 2006/07          | 9    | 0    | 3     | 0     | 5         | 0         | 0      | 0      | 17    | 0     |
| Бавария                | Итого            | 145  | 5    | 28    | 5     | 43        | 0         | 2      | 0      | 218   | 10    |
| Манчестер Юнайтед      | 2007/08          | 23   | 2    | 3     | 0     | 8         | 0         | 0      | 0      | 34    | 2     |
| Манчестер Юнайтед      | 2008/09          | 2    | 0    | 0     | 0     | 1         | 0         | 0      | 0      | 3     | 0     |
| Манчестер Юнайтед      | 2009/10          | 1    | 0    | 0     | 0     | 0         | 0         | 0      | 0      | 1     | 0     |
| Манчестер Юнайтед      | 2010/11          | 1    | 0    | 0     | 0     | 0         | 0         | 0      | 0      | 1     | 0     |
| Манчестер Юнайтед      | Итого            | 27   | 2    | 3     | 0     | 9         | 0         | 0      | 0      | 39    | 2     |
| Манчестер Сити         | 2011/12          | 1    | 0    | 3     | 1     | 0         | 0         | 0      | 0      | 4     | 1     |
| Манчестер Сити         | Итого            | 1    | 0    | 3     | 1     | 0         | 0         | 0      | 0      | 4     | 1     |
| Всего за карьеру       | Всего за карьеру | 199  | 13   | 34    | 6     | 52        | 0         | 2      | 0      | 287   | 19    |